# Festuca carpatica
Festuca carpatica là một loài thực vật có hoa trong họ Hòa thảo. Loài này được F.Dietr. mô tả khoa học đầu tiên năm 1817.